# Nektanebos I
Nektanebos I var en egyptisk farao i trettionde dynastin som regerade mellan 380 f.Kr. och 362 f.Kr. Han var medregent med sin son från 365 f.Kr.
Nektanebos befriade Egypten från perserherraväldet och avvärjde med understöd från den atenske fältherren Chabrias satrapen Farnabazos försök att erövra landet 374 f. Kr. 